# داميان ويبر
داميان ويبر (بالإنجليزية: Damien Webber)‏ هو لاعب كرة قدم بريطاني في مركز الدفاع، ولد في 8 أكتوبر 1968 في Rustington ‏ في المملكة المتحدة. لعب مع نادي كرولي تاون ونادي ميلوول.

## وصلات خارجية
- داميان ويبر على موقع قاعدة بيانات كرة القدم.إي يو (الإنجليزية)
- داميان ويبر على موقع Soccerbase.com (لاعب) (الإنجليزية)